# Amisfolket
 Ikke at forveksle med Amish.
Amis (kinesisk: 阿美族; pinyin: āměi-zú; også Ami eller Pangcah) er en Austronesisk etnisk gruppe fra Taiwan. De taler amis, et austronesisk sprog, og er et af de 16 officielt anerkendte folk af taiwanesisk oprindelse. Det traditionelle område, hvor amisfolket bor, er den lange, smalle dal mellem Centralbjergene og Kystbjergene (Huatungdalen), kystområdet ved Stillehavet øst for Kystbjergene og Hengchun halvøen.
I 2014 bestod Amisfolket af 200.604 personer. Dette var omtrent 37 % af hele Taiwans oprindelige befolkning, hvilket gør dem til den største gruppe af oprindelige taiwanesiske folkeslag. Amisfolket bor ude ved kysterne og ernærer sig især af fiskeri. De er traditionelt gruppet efter kvindelinjen. Traditionelle amis-landsbyer var relativt store for oprindelige folk, typisk med 500-1.000 beboere. I dagens Taiwan befolker amisfolket også hovedparten af "storby-oprindelige folk" og har udviklet mange bysamfund over hele øen. De seneste årtier har amis også giftet sig exogamt med han-taiwanesere og med andre oprindelige folkeslag fra Taiwan.

## Identitet og klassifikation
Generelt identificerer amisfolket sig selv som Pangcah, som betyder "menneske" eller "folk af vores slags." Men i dagens Taiwan er ordet Amis meget mere udbredt. Dette navn kommer fra ordet amis, der betyder "nord." Der ikke enighed blandt forskere om baggrunden for at bruge betegnelsen "amis" om Pangcah. En antagelse går på, at det oprindelig blev brugt af Puyuma, når de omtalte Pangcah, fordi Pangcah boede nord for dem. En anden teori er, at de folk, der boede på Taitungsletten, omtalte sig selv som "amis", fordi deres forfædre kom fra nord. Sidstnævnte forklaring er medtaget i Banzoku Chōsa Hōkokusho, og indikerer, at dette muligvis stammer fra det, der af antropologer klassificeres som Falangaw Amis, en Amis-gruppe, der bor i nutidens Chenggong til Taitung-sletten. Deres nærmeste genetiske slægtninge ser ud til at være filippinere.
Ifølge Taiwanese Aboriginal History: Amis, klassificeres amis i fem grupper:
- Nordlige gruppe (bor på Chihlai/Hualien-sletten).
- Midt-gruppen (bor vest for Kystbjergene).
- Kystgruppen (bor øst for Kystbjergene).
- Falangaw gruppen (bor i Chenggong og på Taitung-sletten).
- Hengchun gruppen (bor på Hengchun-halvøen).

En sådan klassificering, uanset om den er bredt accepteret, er hovedsagelig baseret på geografisk udbredelse og etnisk migration. Det passer ikke sammen med de observerede forskelle i kultur, sprog og kropslig udseende.